# Achille Brocot
Pour les articles homonymes, voir Brocot.
 (juin 2025).
Achille Brocot, né le 11 juillet 1817 et mort le 19 janvier 1878, est un horloger et un mathématicien amateur français.